# Champions Cup and the Evert Cup 1994 - Doppio femminile
Il doppio femminile del Champions Cup and the Evert Cup 1994 è stato un torneo di tennis facente parte del WTA Tour 1994.
Rennae Stubbs e Helena Suková erano le detentrici del titolo, ma hanno partecipato con partner differenti, Stubbs con Mary Joe Fernández e Suková con Manon Bollegraf.
Fernández e Stubbs hanno perso in semifinale contro Bollegraf e Suková.
Il torneo è stato vinto da Lindsay Davenport e Lisa Raymond, che hanno battuto in finale Bollegraf ed Suková con il punteggio di 6–2, 6–4.

## Teste di serie
1. Gigi Fernández /  Nataša Zvereva (quarti di finale)
2. Manon Bollegraf /  Helena Suková (finale)
3. Mary Joe Fernández /  Rennae Stubbs (semifinale)
4. Jill Hetherington /  Kathy Rinaldi-Stunkel (primo turno)

## Tabellone

### Legenda
| - Q = Qualificato - WC = Wild card - LL = Lucky loser | - ALT = Alternate - SE = Special Exempt - PR = Protected Ranking | - w/o = Walkover - r = Ritirato - d = Squalificato |